# Roverè della Luna
Roverè della Luna is een gemeente in de Italiaanse provincie Trente (regio Trentino-Zuid-Tirol) en telt 1564 inwoners (31-12-2004). De oppervlakte bedraagt 10 km², de bevolkingsdichtheid is 156 inwoners per km².

## Geografie
Roverè della Luna grenst aan de volgende gemeenten: Kurtatsch an der Weinstraße (BZ), Vervò, Margreid an der Weinstraße (BZ), Ton, Salurn (BZ), Mezzocorona.